# Volker Stümke
Volker Stümke (* 2. Juli 1960 in Hamburg) ist ein deutscher evangelischer Theologe und Sozialethiker.

## Leben
Stümke studierte von 1979 bis 1987 evangelische Theologie und Philosophie in Hamburg, Tübingen und München. 1987 legte er das Erste Theologische Examen in Hamburg ab. 1991 wurde er an der Theologischen Fakultät der Universität Hamburg zum Dr. theol. promoviert. 1992 folgte das Zweite Theologische Examen in Kiel.
Danach war er Lehrbeauftragter in Hamburg. Außerdem war er von 1993 bis 1995 Pastor bei der Nordelbischen Arbeitsstelle der DEKD in München und Hamburg und von 1996 bis 1998 an der Thomaskirche in Elmshorn. Er war Mitorganisator des Deutschen Evangelischen Kirchentags. 2007 habilitierte er sich in Systematischer Theologie an der Kirchlichen Hochschule Wuppertal.
Seit 1998 ist er Dozent für evangelische Sozialethik an der Führungsakademie der Bundeswehr in Hamburg. Seit 2007 ist er Privatdozent, 2010 wurde er außerplanmäßiger Professor für Systematische Theologie an der Kirchlichen Hochschule Wuppertal/Bethel.
Er ist verheiratet und Vater von drei Kindern.

## Schriften (Auswahl)
- Die positive Christologie Christian Hermann Weisses. Eine Untersuchung zur Hinwendung der Christologie zur Frage nach dem historischen Jesus als Antwort auf das "Leben Jesu" von David Friedrich Strauss [Europäische Hochschulschriften / 23]. Lang, Frankfurt am Main u. a. 1992, ISBN 3-631-44495-8.
- Den Seinen gibt der Herr – den Schlaf. Eine exegetische und systematisch-theologische Studie zu einer Gabe Gottes (= Wechsel-Wirkungen. 29). Spenner, Waltrop 1998, ISBN 3-933688-03-5.
- Der Kosovokrieg als Anwendungsfall einer politischen Ethik für das 21. Jahrhundert (= WIFIS aktuell. 19). Edition Temmen, Bremen 2000, ISBN 3-86108-017-6.
- Das Friedensverständnis Martin Luthers. Grundlagen und Anwendungsbereiche seiner politischen Ethik (= Theologie und Frieden. Bd. 34). Kohlhammer, Stuttgart 2007, ISBN 978-3-17-019970-5.
- mit Stefan Bayer (Hrsg.): Mensch. Anthropologie in sozialwissenschaftlichen Perspektiven (= Sozialwissenschaftliche Schriften. H. 44). Duncker & Humblot, Berlin 2008, ISBN 978-3-428-12695-8.
- Zwischen gut und böse. Impulse lutherischer Sozialethik (= Ethik im theologischen Diskurs. Bd. 23). Lit, Berlin u. a. 2011, ISBN 978-3-643-11436-5.
- mit Matthias Gillner (Hrsg.): Friedensethik im 20. Jahrhundert (= Theologie und Frieden. Bd. 42). Kohlhammer, Stuttgart 2011, ISBN 978-3-17-021837-6.
- mit Matthias Gillner (Hrsg.): Kollateralopfer. Die Tötung von Unschuldigen als rechtliches und moralisches Problem (= Studien zur Friedensethik. Bd. 49). Nomos, Baden-Baden 2014, ISBN 978-3-8487-1908-2.